# Rafael Trujillo Villar
Rafael Trujillo Villar   (La Línea de la Concepción, 14 de desembre de 1975) és un regatista andalús, guanyador d'una medalla olímpica.

## Carrera esportiva
Va participar, als 24 anys, en els Jocs Olímpics d'Estiu del 2000 realitzats a Sydney (Austràlia), on finalitzà vuitè en la classe Star al costat del regatista barceloní Josep Maria van der Ploeg, finalitzant en vuitena posició i aconseguint així un diploma olímpic. En els Jocs Olímpics d'Estiu de 2004 realitzats a Atenes (Grècia) aconseguí guanyar la medalla de plata en la classe Finn, finalitzant novè en els Jocs Olímpics d'Estiu de 2008 realitzats a Pequín (Xina).
En el seu palmarès també destaquen tres medalles en el Campionat del Món de vela en la classe Finn, d'or el 2007 i de plata el 2003 i 2010.
El 2007 fou guardonat amb el Premi Nacional de l'Esport al Millor esportista de l'any. El 2014 va prendre part en la Volvo Ocean Race a bord del vaixell MAFRE.